# Подгорная (Житьёвское сельское поселение)
Подго́рная — деревня в Сямженском районе Вологодской области.
Входит в состав Ногинского сельского поселения (до 2015 года — в составе Житьёвского сельского поселения).
Расстояние по автодороге до районного центра Сямжи — 11,5 км, до центра муниципального образования Житьёва — 7 км. Ближайшие населённые пункты — Горушка, Вакраково, Жар.

## Население
По данным переписи в 2002 году постоянного населения не было.
| 2010 |
| ---- |
| 4    |